# Иоахим Фридрих Бжегский
Иоахим Фридрих Бжегский (пол. Joachim Fryderyk legnicko-brzeski, нем. Joachim Friedrich von Brieg; 29 сентября 1550, Бжег — 25 марта 1602, Бжег) — князь Олавский (1586—1592, 1594—1602), Волувский (1586—1602), Бжегский (1595—1602) и Легницкий (1596—1602).

## Молодость
Представитель легницкой линии Силезских Пястов. Родился в Бжеге, старший сын князя Георга II Бжегского (1523—1586) и Барбары Бранденбургской (1527—1595). При крещении он получил имена своих дедов — курфюрста Иоахима II Гектор Бранденбургского и князя Фридриха II Легницко-Бжегского. При жизни своего отца он не помогал ему в управлении Бжегским княжеством. Зато провел семь лет при дворе своего дяди по материнской линии, курфюрста Иоганн Георга Бранденбургского, правившего с 1571 года. В качестве представителя курфюрста Бранденбурга Иоахим Фридрих Бжегский принимал участие в коронации короля Речи Посполитой Генриха Французского в 1574 году, и вместе с ним участвовал 27 октября 1575 года в коронации императора Священной Римской империи Рудольфа II Габсбурга в Риме.

## Герцог Олавско-Волувский
Князь Георг II Бжегский (отец Иоахима Фридриха) скончался 7 мая 1586 года. Иоахим Фридрих вместе с младшим братом Иоганном Георгом получил в совместное владение города Олаву, где братья поселились, и Волув. Столица княжества, Бжег, перешел во владение в качестве вдовьего удела Барбаре Бранденбургской, вдове Георга II. Когда его младший брат Иоганн Георг скончался 6 июля 1592 года бездетным, Иоахим Фридрих стал единственным правителем Волувского княжества. Бжег оставался под властью его матери Барбары Бранденбургской, а Олава стала вдовьим уделом Анны Вюртембергской, вдовы князя Иоганна Георга. Но 24 октября 1594 года Анна Вюртембергская вторично вышла замуж за князя Фридриха IV Легницкого и лишилась своего вдовьего удела (Олава), который перешел к Иоахиму Фридриху. Спустя два месяца, 2 января 1595 года после смерти своей матери, вдовствующей княгини Барбары Бранденбургской, Иоахим Фридрих соединил все отцовские владения под своей единоличной властью.
Свои владения князь Иоахим Фридрих Бжегский увеличил за счет районов Дзержонюва и Сребрна-Гуры, где находились богатые залежи драгоценных металлов. Эти районы он выкупил у семьи фон Розенберг, администраторов Зембицкого княжества. Кроме того, в 1596 году после смерти своего родственника, князя Фридриха IV Легницкого (1552—1596), не оставившего наследников, князь Иоахим Фридрих Бжегский унаследовал Легницкое княжество.

## Правление и функции
Князь Иоахим Фридрих Бжегский был искусным хозяином. Он подтвердил прежние привилегии городов княжества и поддерживал развитие ремесел. В Олаве он построил укрепления и открыт монетный двор, благодаря шахтах Дзержонюва и Сребрна-Гуры. Заботился о модернизации укреплений Бжега. Кроме того, он установил пенсию для незамужних дочерей свергнутого князя Генриха XI Легницкого.
Благодаря своим родственным связям, а также хорошим отношениям с Пражским судом, князь Иоахим Фридрих Бжегский занимал почетные должности. С 1585 года он занимал пост лютеранского пробста Магдебургского капитула, а в 1588 году был назначен главнокомандующим регулярной армии в Силезии.

## Смерть
Князь Иоахим Фридрих Бжегский скончался 25 марта 1602 года в Бжеге. 7 мая он был похоронен в местной церкви Святой Ядвиги. По его завещанию, написанному 16 декабря 1595 года, его вдова Анна Мария Ангальтская получила в качестве вдовьего удела город Олаву.
Ему наследовали двое оставшихся в живых сыновей, Иоганн Кристиан и Георг Рудольф, которые получили в совместное владение Легницу, Бжег и Волув. Так как они на момент смерти отца были несовершеннолетними, регентство вначале осуществлялось их матерью Анной Марией Ангальтской, а после её смерти 14 ноября 1605 года, их дядей, Карлом II Подебрадовичем, князем Зембицким и Олесницким.

## Брак и дети
19 мая 1577 года в Бжеге князь Иоахим Фридрих Бжегский женился на Анне Марии (13 июля 1561 — 14 ноября 1605), старшей дочери Иоахима Эрнста, князя Ангальтского (1536—1586). Они имели в браке шесть детей:
- Георг Эрнст (29 августа 1589, Олава — 6 ноября 1589, Олава)
- Иоганн Кристиан (28 августа 1591, Олава — 25 декабря 1639, Оструда), князь Легницкий (1602—1612), Волувский (1602—1612), Бжегский (1602—1633) и Олавский (1605—1633)
- Барбара Агнесса (24 февраля 1593, Олава — 24 июля 1631), вышла замуж 18 октября 1620 года за Ганса Ульриха фон Шаффгоча, барона Жмигрудского (1595—1635)
- Георг Рудольф (12 января 1595, Олава — 14 января 1653, Варшава), князь Бжегский (1602—1612) и Легницкий (1602—1653)
- Анна Мария (после 16 декабря 1596, Бжег — до 25 марта 1602, Бжег)
- Мария София (26 апреля 1601, Бжег — 26 октября 1654, Проховице).

## Генеалогия
| Фридрих II Легницкий род. 12.02.1480 ум. 17.09.1547 | Фридрих II Легницкий род. 12.02.1480 ум. 17.09.1547 |                                        |                                        | София Бранденбург-Ансбахская род. 10.03.1485 ум.. 24.05.1537 | София Бранденбург-Ансбахская род. 10.03.1485 ум.. 24.05.1537 |  |  | Иоахим II Гектор род. 13.01.1505 ум. 03.01.1571 | Иоахим II Гектор род. 13.01.1505 ум. 03.01.1571 |                                                        |                                                        | Магдалена Саксонская род. 7.03.1507 ум. 28.01.1534 | Магдалена Саксонская род. 7.03.1507 ум. 28.01.1534 |
|                                                     |                                                     |                                        |                                        |                                                              |                                                              |  |  |                                                 |                                                 |                                                        |                                                        |                                                    |                                                    |
|                                                     |                                                     |                                        |                                        |                                                              |                                                              |  |  |                                                 |                                                 |                                                        |                                                        |                                                    |                                                    |
|                                                     |                                                     | Георг II род. 18.07.1523 ум. 7.05.1586 | Георг II род. 18.07.1523 ум. 7.05.1586 |                                                              |                                                              |  |  |                                                 |                                                 | Барбара Бранденбургская род. 10.08.1527 ум. 02.01.1595 | Барбара Бранденбургская род. 10.08.1527 ум. 02.01.1595 |                                                    |                                                    |
|                                                     |                                                     |                                        |                                        |                                                              |                                                              |  |  |                                                 |                                                 |                                                        |                                                        |                                                    |                                                    |
|                                                     |                                                     |                                        |                                        |                                                              |                                                              |  |  |                                                 |                                                 |                                                        |                                                        |                                                    |                                                    |
|                                                     |                                                     |                                        |                                        |                                                              |                                                              |  |  |                                                 |                                                 |                                                        |                                                        |                                                    |                                                    |

|                                            |                                           | Анна Мария Ангальтская род. 13.06.1561 ум. 11.11.1605 OO 19.05.1577 | Анна Мария Ангальтская род. 13.06.1561 ум. 11.11.1605 OO 19.05.1577 | Иоахим Фридрих род. 29.09.1550 ум. 25.03.1602  | Иоахим Фридрих род. 29.09.1550 ум. 25.03.1602  |                                              |                                              |                                                       |                                                       |
|                                            |                                           |                                                                     |                                                                     |                                                |                                                |                                              |                                              |                                                       |                                                       |
|                                            |                                           |                                                                     |                                                                     |                                                |                                                |                                              |                                              |                                                       |                                                       |
|                                            |                                           |                                                                     |                                                                     |                                                |                                                |                                              |                                              |                                                       |                                                       |
| Георг Эрнст род. 29.08.1589 ум. 6.11.1589  | Георг Эрнст род. 29.08.1589 ум. 6.11.1589 | Иоганн Кристиан род. 28.0.81591 ум. 25.12.1639                      | Иоганн Кристиан род. 28.0.81591 ум. 25.12.1639                      | Барбара Агнесса род. 24.02.1593 ум. 24.07.1631 | Барбара Агнесса род. 24.02.1593 ум. 24.07.1631 | Георг Рудольф род. 22.01.1595 ум. 14.01.1653 | Георг Рудольф род. 22.01.1595 ум. 14.01.1653 | Анна Мария род. после 16.12.1596 ум. перед 25.03.1602 | Анна Мария род. после 16.12.1596 ум. перед 25.03.1602 |
|                                            |                                           |                                                                     |                                                                     |                                                |                                                |                                              |                                              |                                                       |                                                       |
| Мария София род. 26.04.1601 ум. 26.10.1654 |                                           |                                                                     |                                                                     |                                                |                                                |                                              |                                              |                                                       |                                                       |

|  |